# Gabriel Silber
Gabriel Moisés Silber Romo (Santiago, 15 de septiembre de 1976) es abogado y político demócratacristiano chileno de origen judío. Entre 2018 y 2022 ejerció como diputado de la República por el distrito N.° 8, Región Metropolitana.
Anteriormente, entre 2006 y 2018, fue diputado por el antiguo distrito N.° 16 que comprendió las comunas de Colina, Lampa, Til-Til, Pudahuel y Quilicura.

## Biografía
Es hijo de Jaime Silber Merener, un antiguo colaborador del periódico La Palabra Israelita y de la exalcaldesa de Quilicura, Carmen Romo Sepúlveda.
Desde 2019 es pareja de la senadora y militante del Partido por la Democracia (PPD), Loreto Carvajal.

### Estudios y vida laboral
Cursó sus estudios secundarios en el Colegio San Agustín. Se tituló de abogado en la Universidad Diego Portales, y posteriormente realizó estudios en el programa de magíster en derecho público de la Universidad de Chile.
Militante de la Democracia Cristiana (DC). Durante el periodo 2000-2002, realizó funciones de asesoría jurídica independiente, a distintas empresas y particulares, en materia de defensa de juicios y gestiones judiciales; en 2002-2004: fue abogado asesor del gabinete del ministro de Vivienda y Bienes Nacionales, Jaime Ravinet de la Fuente, durante la presidencia de Ricardo Lagos.

## Trayectoria política
Su actividad política comenzó en 1997, en la Universidad Diego Portales (UDP), al participar en el Centro de Alumnos de la Escuela de Derecho. En 1998 fue presidente provincial Nor-Oeste de la Juventud Demócrata Cristiana (JDC), Santiago. Entre 2001 y 2002, fue consejero nacional de la JDC y desde 2002 hasta 2006 fue vicepresidente nacional de la JDC.
En diciembre de 2005, fue electo diputado por distrito N.° 16, correspondiente a las comunas de; Colina, Lampa, Pudahuel, Quilicura y Tiltil, por el período 2006-2010. Integró las comisiones permanentes de Salud; de Derechos Humanos, Nacionalidad y Ciudadanía; y presidió la de Educación, Cultura, Deporte y Recreación. Junto con la Comisión Investigadora por Avisaje del Estado; y la Comisión Especial de la Juventud.
En diciembre de 2009, fue reelecto por el mismo distrito, periodo legislativo 2010-2014. Fue integrante de las comisiones permanentes de Educación, Deportes y Recreación; y de Salud. Formó parte del comité parlamentario del PDC.
En las elecciones parlamentarias de 2013, fue reelecto como diputado por el distrito n.º 16 (Región Metropolitana), por el periodo 2014-2018.
Integró las comisiones permanentes de Minería y Energía; Salud; Deportes y Recreación; Zonas Extremas y Antártica Chilena; y Seguridad Ciudadana, siendo su presidente desde marzo de 2014 hasta marzo de 2015, y participó en la Comisión Investigadora sobre denuncias de fraude en el Gobierno Regional de Valparaíso (GORE-VALP.).
Ejerció como segundo vicepresidente de la Cámara de Diputados desde el 22 de marzo de 2016 hasta el 22 de marzo de 2017, durante la presidencia del diputado Osvaldo Andrade Lara y la primera vicepresidencia del Marcos Espinosa Monardes.
En las parlamentarias de noviembre de 2017, fue reelecto diputado por el nuevo distrito 8°, Región Metropolitana, representando el Partido Demócrata Cristiano, dentro del pacto Convergencia Democrática, por el período 2018-2022. Integró las comisiones permanentes de Control del Sistema de Inteligencia del Estado, Trabajo y Seguridad Social, y Minería y Energía, formando parte del Comité Parlamentario del PDC.

## Controversias
El 6 de septiembre de 2017, se desató un escándalo a nivel nacional cuando diversos medios de comunicación acusaron a cerca de 40 parlamentarios, entre ellos Gabriel Silber, por haber aceptado informes de asesoría con párrafos copiados textualmente de internet o de libros, sin dar crédito al redactor de la fuente original. Los cinco informes de Gabriel Silber que registran plagio fueron pagados en $5 millones.
En septiembre de 2020, en plena pandemia de COVID-19, Silber fue acusado de evadir un punto de control carretero junto con la diputada Loreto Carvajal. A ambos congresistas se les inició un sumario sanitario por una eventual infracción a las medidas de confinamiento y restricción de movilidad impuestas por las autoridades nacionales.
En julio de 2024, en su búsqueda de patrocinios para lanzar su candidatura como independiente a la alcaldía de Pudahuel, fue acusado de generar un Esquema Ponzi, ofreciendo trabajo el consistente en lograr patrocinios virtuales de gente de la comuna de Pudahuel, pagando 1.000 dólares por cada patrocinio y 1.500 dólares desde el undécimo.

## Historial electoral

### Elecciones parlamentarias de 2005
- Elecciones parlamentarias de 2005 a Diputado por el distrito 16 (Colina, Lampa, Tiltil, Pudahuel y Quilicura) [10]

### Elecciones parlamentarias de 2009
- Elecciones parlamentarias de 2009 a Diputado por el distrito 16 (Colina, Lampa, Tiltil, Pudahuel y Quilicura) [11]

### Elecciones parlamentarias de 2013
- Elecciones parlamentarias de 2013 a Diputado por el distrito 16 (Colina, Lampa, Tiltil, Pudahuel y Quilicura)[12]

### Elecciones parlamentarias de 2017
- Elecciones parlamentarias de 2017 a Diputado por el distrito 8 (Cerrillos, Colina, Estación Central, Lampa, Maipú, Til Til, Pudahuel y Quilicura)[13]

### Elecciones parlamentarias de 2021
- Elecciones parlamentarias de 2021, para la Circunscripción Senatorial nro. 7, Región Metropolitana de Santiago